# セルゲイ・コルニレンコ
シャルヘイ・アリャクサンドラーヴィチ・カルニリェーンカ（ベラルーシ語: Сяргей Аляксандравіч Карніленка, ラテン文字転写: Syarhey Alyaksandravich Karnilenka, 1983年6月14日）は、ソビエト連邦（現ベラルーシ）・ヴィーツェプスク出身の元ベラルーシ代表サッカー選手。ポジションはFW。
ロシア語ではСергей Александрович Корниленко（セルゲイ・アレクサンドロヴィチ・コルニレンコ）となる。

## クラブ経歴
1983年、ソビエト連邦時代の白ロシア・ヴィーツェプスクで生まれ、2000年に地元のクラブFCロコモティフ-96・ヴィーツェプスクでキャリアをスタートさせた。2001年にFCディナモ・ミンスクへ移籍し、2003年にはリーグ戦で18得点を挙げ得点王に輝いた。
2004年、その活躍が認められてウクライナ・プレミアリーグの強豪FCディナモ・キーウに移籍するも、レギュラーを確保するには至らず1年でFCドニプロへ移籍した。
2008年8月、ロシア・プレミアリーグのFCトム・トムスクへ2年半の契約で移籍。2009年にシーズン途中でクラブを去る事になったが6得点を挙げ、同年のチーム最多得点者になった。2009年7月、FCゼニト・サンクトペテルブルクへ移籍金200万ドル、4年半の契約で加入した。パヴェル・ポグレブニャクやファティフ・テッケが負傷した際に出場したが結果を残すことが出来ず、2010年にトム・トムスクへ期限付き移籍で復帰。15試合に出場11得点を記録し、2010年8月にはFCルビン・カザンへレンタルとなった。
2011年1月31日、スタンダール・リエージュからのオファーを断り、移籍市場が閉まる直前にイングランド2部のブラックプールFCへローンで加入。2011年8月下旬、PFCクリリヤ・ソヴェトフ・サマーラへ完全移籍した。9月11日、第23節の古巣トム・トムスク戦にスタメン出場。前半8分にパーヴェル・ヤーコヴレフからのクロスをヘディングで捉え、移籍後初の得点を決めた。
2019年7月10日、現役を引退しミオドラグ・ボジョヴィッチ監督の下でアシスタントコーチに就任することが発表された。12月8日のFCウラル戦の後半、判定に抗議し副審を小突いたためレッドカードを提示され退場。3日後、執行猶予3試合を含む6試合のベンチ入り禁止及び10万ルーブルの罰金処分が科された。2020年8月4日、クラブのスポーツディレクターに転任。2021年2月27日、引退試合を開催するためシーズン終了までの契約で選手契約を締結した。

## 代表歴
ベラルーシ代表として各世代でプレー。2003年7月20日の国際親善試合・イラン戦で途中出場しフル代表デビュー、2-1の勝利で飾った。2012年に開催されたロンドン・オリンピックにオーバーエイジとして参加した。

## タイトル
クラブ
ディナモ・ミンスク
- ベラルーシ・カップ : 2002–03

ディナモ・キエフ
- ウクライナ・プレミアリーグ : 2003–04
- ウクライナ・スーパーカップ : 2004

ゼニト
- ロシア・カップ : 2009-10

個人
- ベラルーシ・プレミアリーグ得点王 : 2003（18得点）